# Burrito
Un burrito est une préparation culinaire originaire du Mexique, où l'utilisation de ce nom est attestée depuis au moins la fin du XIXe siècle.
Un burrito se compose d'une tortilla, généralement de farine de blé, enroulée en forme de cylindre (ce qui le différencie du taco), garnie de divers ingrédients tels que de la viande de bœuf, des haricots, des tomates, des épices, du piment, de l'oignon, de la salade, du riz…
On ne frit pas la tortilla, elle ne sert que d'enveloppe à son contenu. S'il était frit, le burrito deviendrait une chimichanga.

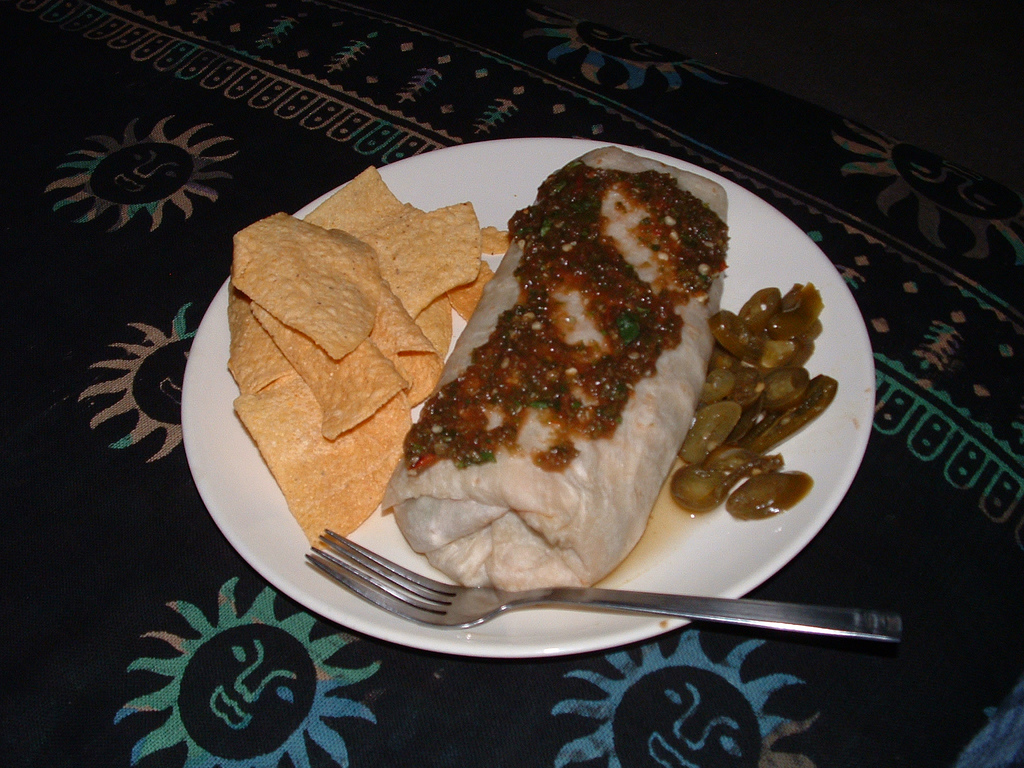
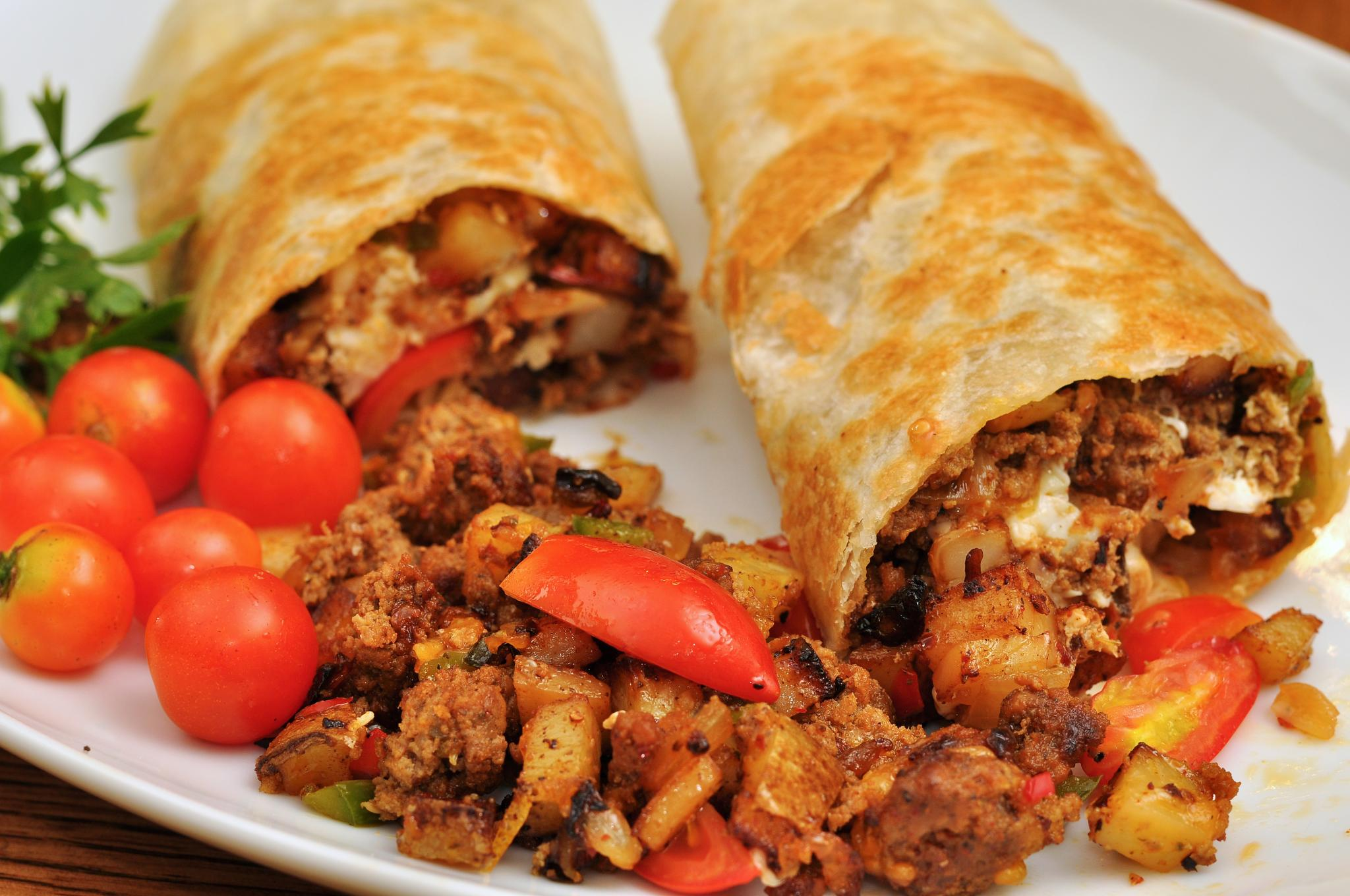
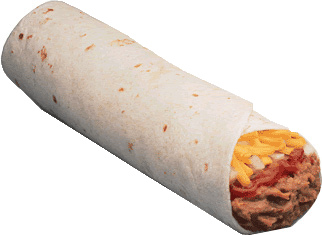